# Crawling Peg
Crawling Peg (auch kurz Crawl, gleitende Paritäten genannt; deutsch „kriechende Anbindung“) ist der Anglizismus für ein Wechselkurssystem, bei dem die Inlandswährung durch vorher angekündigte oder durch Indikatoren ausgelöste Wechselkursänderungen an eine Leitwährung angepasst wird.

## Allgemeines
Dabei darf eine im Vorfeld festgelegte und bekannt gegebene Wechselkursänderungsrate gegenüber einer Auslandswährung bzw. einem ausländischen Währungskorb oder auch gekoppelt an ausgewählte makroökonomische Indikatoren binnen eines Jahres nicht überschritten werden.

## Definitionen
In der Literatur gehen die Definitionen zum Crawling Peg verschiedener Autoren in unterschiedlichen Bereichen sehr weit auseinander:
- „Bei einem Crawling Peg gibt die Zentralbank eines Landes bekannt, mit welchem Prozentsatz der Wechselkurs wöchentlich, monatlich etc. abgewertet wird. […] allein die Zentralbank, die einem Crawling Peg folgt, (muss) für die Einhaltung der angestrebten Wechselkursentwicklung sorgen.“[1] Generell steht nicht nur eine Abwertung der Inlandswährung im Vordergrund, theoretisch kann auch eine Aufwertung erfolgen, auch wenn dieser Fall selten auftritt. Beide Autoren beziehen sich lediglich auf den vorgegebenen Prozentsatz und nicht auf die Möglichkeit, auch die Entwicklung ökonomischer Größen (z. B. Inflation) bei der gleitenden Paritätsanpassung zu berücksichtigen.
- „Ein Land verändert die Wechselkursparität seiner Währung oder verschiebt die Wechselkursbandbreite, in der sich der Wechselkurs der eigenen Währung befinden darf, mit einer gewissen Regelmäßigkeit. Dabei wird der Wechselkurs (bzw. der Mittelkurs im Fall der Bandfixierung) entweder mit festen, vorher angekündigten Raten verändert oder an die Entwicklung festgelegter ökonomischer Indikatoren (z. B. an die Entwicklung von Preisrelationen) angepasst.“[2] Dieckheuer hebt in seiner Begriffsbestimmung hervor, dass sich der Wechselkurs nicht nur an den angekündigten Raten orientiere, sondern auch die Möglichkeit besteht, sich an die Entwicklung eines bestimmten Indikators zu binden. Genau das ließen die Autoren Heine/Herr unberücksichtigt.

Weiterhin macht diese Definition deutlich, dass es sich bei der Variante des Crawling Band um eine Art des Crawling Peg handelt und wird dem untergeordnet. Sehr viele andere Autoren sind der gleichen Meinung (z. B. werden in fast allen Quellen unter anderem die Länder Ungarn, Brasilien und Polen zum Crawling-Peg-System gezählt, tatsächlich nutzten sie aber ein Crawling-Band-System), andere hingegen nehmen eine Unterscheidung vor.
- Internationaler Währungsfonds: Die Währungsanpassung erfolgt in regelmäßigen Abständen vis-à-vis einer einheitlichen Währung und einem Korb in kleinen Beträgen zu einem festen Satz oder in Reaktion auf Veränderungen der selektiven quantitativen Indikatoren (vergangene Inflationsunterschiede mit den wichtigsten Handelspartnern, Unterschiede zwischen der prognostizierten und geplanten Inflationsrate mit wichtigen Handelspartnern, Unterschiede zwischen den offiziellen und entsprechenden Marktpreisen etc.).[3] Im Vergleich zur Definition unter anderem von Dieckheuer trennt der IWF strikt das Crawling Band vom Crawling Peg und ordnet es nicht wie viele andere Autoren dem Crawling Peg unter. Der Crawling Peg stellt hier ein Punktziel dar und nicht eine Bandbreite, in der sich die Paritätsanpassung befinden kann.

## Begriffseinordnung
Beim Crawling Peg handelt es sich um ein Wechselkurssystem (auch Wechselkursregime), das weder dem variablen noch dem festen Wechselkurssystem zugeordnet werden kann, sondern in der Literatur der Zwischenlösung (auch Zwischenregime) zugeordnet wird.
Bei der weiteren Einteilung dieser Zwischenlösungen gehen die Ansichten der Autoren verschiedene Wege.
Die vorliegende Betrachtungsweise beruht auf der offiziellen Klassifikation des Internationalen Währungsfonds. Die offizielle Wechselkursregime-Einteilung von 1975 bis 1998, bei der es drei Hauptkategorien gab, wurde im Januar 1999 von einem neuen Klassifikationsschema abgelöst, das auf De-facto-Politik basiert und detaillierter aufgebaut ist.
Das sogenannte „De Facto Classification of Exchange Rate Regime“ besteht insgesamt aus dreizehn verschiedenen Wechselkursregimes, die drei Hauptgruppen zugerechnet werden [„Hard Pegs Regimes“ (3), „Floating Regimes“ (2) und „Intermediate Regimes“ (8)].
| Wechselkurszwischenregimes     | Wechselkurszwischenregimes | Wechselkurszwischenregimes | Wechselkurszwischenregimes | Wechselkurszwischenregimes | Wechselkurszwischenregimes | Wechselkurszwischenregimes | Wechselkurszwischenregimes |
| ------------------------------ | -------------------------- | -------------------------- | -------------------------- | -------------------------- | -------------------------- | -------------------------- | -------------------------- |
| Soft pegs                      |                            |                            |                            |                            |                            |                            |                            |
| Conventional fixed pegs        | Conventional fixed pegs    |                            | Crawling peg               | Crawling peg               | Crawling band              | Crawling band              |                            |
| 1. Vis-à-vis a single currency | 2. Vis-à-vis a basket      | 3. Horizontal bands        | 4. Forward looking         | 5. Backward looking        | 6. Forward looking         | 7. Backward looking        | 8. Tightly managed floats  |

Es werden grundsätzlich zwei Varianten des Crawling Peg unterschieden:
- aktiver (vorausschauender) Crawl: festgelegte Abwertungsrate < erwartete Inflationsdifferenz (Differenz zwischen Zielinflationsrate und der ausländischen Inflationsrate). Daraus folgt die reale Aufwertung der Inlandswährung.
- Passiver (rückblickender) Crawl: festgelegte Abwertungsrate = erwartete Inflationsdifferenz; der reale Wechselkurs bleibt konstant.

## Geschichte
Oft ist man in der Literatur der Meinung, dass Sir Henry Roy Forbes Harrod in seinem Werk „International Economics“ 1939 das erste Mal das Crawling-Peg-System umschrieben habe. Tatsächlich hatte aber sein Freund John Maynard Keynes in seiner Empfehlung für die Genua Konferenz 1922 schon die Idee des Crawling Peg aufgegriffen.
Laut einer Studie des IWF gibt es in den letzten Jahren immer weniger Staaten, die als Wechselkurssystem den Crawling Peg auswählen. Der Anteil vom Crawling Peg vom gesamten Wechselkurszwischenregime lag 1990 noch bei 13,6 % und 1993 sogar bei 15 %, so waren es 2001 nur noch 5,6 %. Der Trend hält weiterhin an, im Jahr 2007 wählten den Crawling Peg nur noch sechs Länder. Aber v. a. das Crawling-Band-System, welches meistens zum Crawling Peg zugerechnet wird, wird kaum noch von den Ländern in Anspruch genommen:
| Jahr | Länder mit Crawling-Peg-System                                              | Länder mit Crawling-Peg-System | Länder mit Crawling-Band-System                                                  | Länder mit Crawling-Band-System |
| ---- | --------------------------------------------------------------------------- | ------------------------------ | -------------------------------------------------------------------------------- | ------------------------------- |
| 1999 | Angola, Bolivien, Costa Rica, Nicaragua, Tunesien, Türkei                   | 6                              | Chile, Honduras, Israel, Kolumbien, Polen, Sri Lanka, Ungarn, Uruguay, Venezuela | 9                               |
| 2000 | Costa Rica, Nicaragua, Türkei                                               | 3                              | Honduras, Israel, Polen, Sri Lanka, Ungarn, Uruguay, Venezuela                   | 7                               |
| 2001 | Bolivien, Costa Rica, Nicaragua, Simbabwe                                   | 4                              | Israel, Honduras, Ungarn, Uruguay, Venezuela                                     | 5                               |
| 2002 | Bolivien, Costa Rica, Nicaragua, Salomonen                                  | 4                              | Belarus, Honduras, Israel, Rumänien, Uruguay, Venezuela                          | 6                               |
| 2003 | Bolivien, Costa Rica, Nicaragua, Salomonen, Tunesien                        | 5                              | Belarus, Honduras, Israel, Rumänien, Slowenien                                   | 5                               |
| 2004 | Bolivien, Costa Rica, Nicaragua, Salomonen, Tunesien                        | 5                              | Belarus, Honduras, Israel, Rumänien, Slowenien                                   | 5                               |
| 2005 | Bolivien, Costa Rica, Honduras, Nicaragua, Salomonen                        | 5                              | Belarus                                                                          | 1                               |
| 2006 | Bolivien, Botswana, Costa Rica, Iran, Nicaragua                             | 5                              |                                                                                  | 0                               |
| 2007 | Aserbaidschan, Botswana, Volksrepublik China, Irak, Nicaragua, Sierra Leone | 6                              | Costa Rica                                                                       | 1                               |

## Länder mit Crawling Peg

### Allgemeines
Länder, die sich für ein Crawling-Peg-System entschieden haben, versuchen die kurzfristigen Vorteile einer Wechselkursfixierung und die der Wechselkursflexibilisierung zu kombinieren. Dieses Wechselkurssystem ziehen vor allem Hochinflationsländer einer Fixierung vor, denn es besteht die Möglichkeit einer optimalen Inflation, z. B. durch Seigniorage-Einnahmen (der Staat bringt mehr Geld in Umlauf, kann somit mehr Waren und Dienstleistungen in Anspruch nehmen und erzielt dadurch einen Geldschöpfungsgewinn), um so die internationale Wettbewerbsfähigkeit des Landes sicherzustellen. Des Weiteren bringt eine teilweise Wechselkursfixierung z. B. an eine Leitwährung viel Vertrauen und Glaubwürdigkeit anderer Länder, aufgrund des raschen Abbaus hoher Inflationsraten, entgegen.

### Ungarn
Im März 1995 wurde in Ungarn das Adjustable-Peg-System vom Crawling-Peg-System abgelöst und die monatlichen Abwertungsraten von 1,9 v.H. auf 1 v.H. vermindert. Das Ziel dieser Zentralbankpolitik war die Inflationsbekämpfung, denn die monatlichen Abwertungsraten wurden unterhalb der Preissteigerungsrate festgelegt (aktiver Crawl). Nach weiteren geld-, fiskal- und einkommenspolitischen Maßnahmen konnte sich der Forint bereits im Sommer 1995 stabilisieren und die Kapitalimporte nahmen rasch zu.
Ungarn gehört zu den sicheren Kandidaten, die zukünftig der Euro-Zone beitreten. Ein EWU-Kandidat muss sich gemäß Vertrag mindestens zwei Jahre lang in einem Wechselkursband von ±15 Prozent befinden. Für den möglichen Beitritt war allerdings ein Wechselkursregimewechsel notwendig, denn der Crawling Peg wird nicht als „aktive währungspolitische Vorbereitung“ für die Euro-Teilnahme berücksichtigt und als völlig ungeeignet bewertet. Der ungarische Forint in Gestalt eines Crawling Peg wurde daher zum 1. Oktober 2001 abgeschafft, um wie alle anderen Mitgliedsstaaten die vorgegebenen Konvergenzkriterien zu erfüllen und ein Wechselkursband gekoppelt an den Euro eingeführt.

### Weitere Beispiele
Botswana verwendet ein Crawling Peg, um den Pula an den US-Dollar zu binden.
Polen stellte im Oktober 1991 aus Gründen der Inflationsbekämpfung sein Währungsregime von einer Fixierung des Złoty auf eine Crawling-peg-Bindung an einen Währungskorb (45 % US-Dollar, 35 % DM, 10 % Pfund, 5 % Francs und 5 % Franken) um. Dabei wurde der Złoty monatlich um einen festen Prozentsatz von 1,8 Prozent (anfangs) bis 0,3 Prozent (am Ende) abgewertet. Seit dem 12. April 2000 ist der Złoty flexibel.